# Justicia henicophylla
Justicia henicophylla är en akantusväxtart som beskrevs av C. B. Cl.. Justicia henicophylla ingår i släktet Justicia och familjen akantusväxter. Inga underarter finns listade i Catalogue of Life.